# Poto Williams

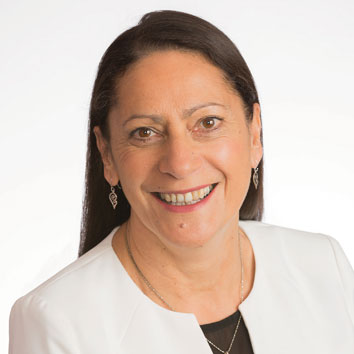
Poto Williams, 2020

Munokoa Poto Williams, in der Öffentlichkeit als Poto Williams bekannt, (geboren am 7. Januar 1962 in Wellington) ist eine neuseeländische Politikerin der New Zealand Labour Party. Sie sitzt seit 2013 im neuseeländischen Parlament. 2019 wurde sie Ministerin im Kabinett Ardern I, 2020 erneut im Kabinett Ardern II. 2023 bekam sie neue Aufgaben als Ministerin unter dem neuen Premierminister Chris Hipkins zugeteilt.

## Leben

### Kindheit & Ausbildung
Williams wurde in Wellington geboren und wuchs in Auckland auf, wo sie die Auckland Girls' Grammar School besuchte. Später ging sie an die Southern Cross University sowie das Manukau Institute of Technology und erlangte den Abschluss Master of Business Administration. Anschließend nahm sie verschiedene Arbeiten im Sozial- und Gesundheitssektor wahr.

### Karriere als Politiker
2013 gab Lianne Dalziel ihren Sitz für den Wahlbezirk Christchurch East auf, um neue Bürgermeisterin der Stadt zu werden. Williams trat für Labour an, der Wahlbezirk galt als eine Hochburg der Partei, und konnte die Wahl mit über 61 % der Stimmen für sich entscheiden. Auch bei der Wahl 2014 hielt sie den Sitz.
2017 wurde sie stellvertretende Vorsitzende des Repräsentantenhauses. Aus diesem Amt schied sie am 3. Juli 2019, um nach einer Umsortierung im Kabinett Ardern I die Position als Ministerin für die Gemeinschaft und den Freiwilligensektor zu bekleiden. Zudem wurde sie stellvertretende Ministerin der Ressorts soziale Entwicklung, Einwanderung sowie Greater Christchurch Regeneration. Bei der Aufstellung des Kabinetts Ardern II 2020 übernahm sie die Ministerien für Polizei sowie Bauwesen und Konstruktion. Auch ist sie Stellvertreterin für Kinder sowie Wohnungswesen.

### Ministerämter
Ministeramt im 1. Kabinett von Jacinda Ardern:
| Minister                                                 | vom              | bis              |
| -------------------------------------------------------- | ---------------- | ---------------- |
| Minister for the Community and Voluntary Sector          | 3. Juli 2019     | 6. November 2020 |
| Associate Minister for Greater Christchurch Regeneration | 3. Juli 2019     | 6. November 2020 |
| Associate Minister of Immigration                        | 3. Juli 2019     | 6. November 2020 |
| Associate Minister for Social Development                | 3. Juli 2019     | 6. November 2020 |
| Minister of Police                                       | 2. November 2020 | 6. November 2020 |

Ministeramt im 2. Kabinett von Jacinda Ardern:

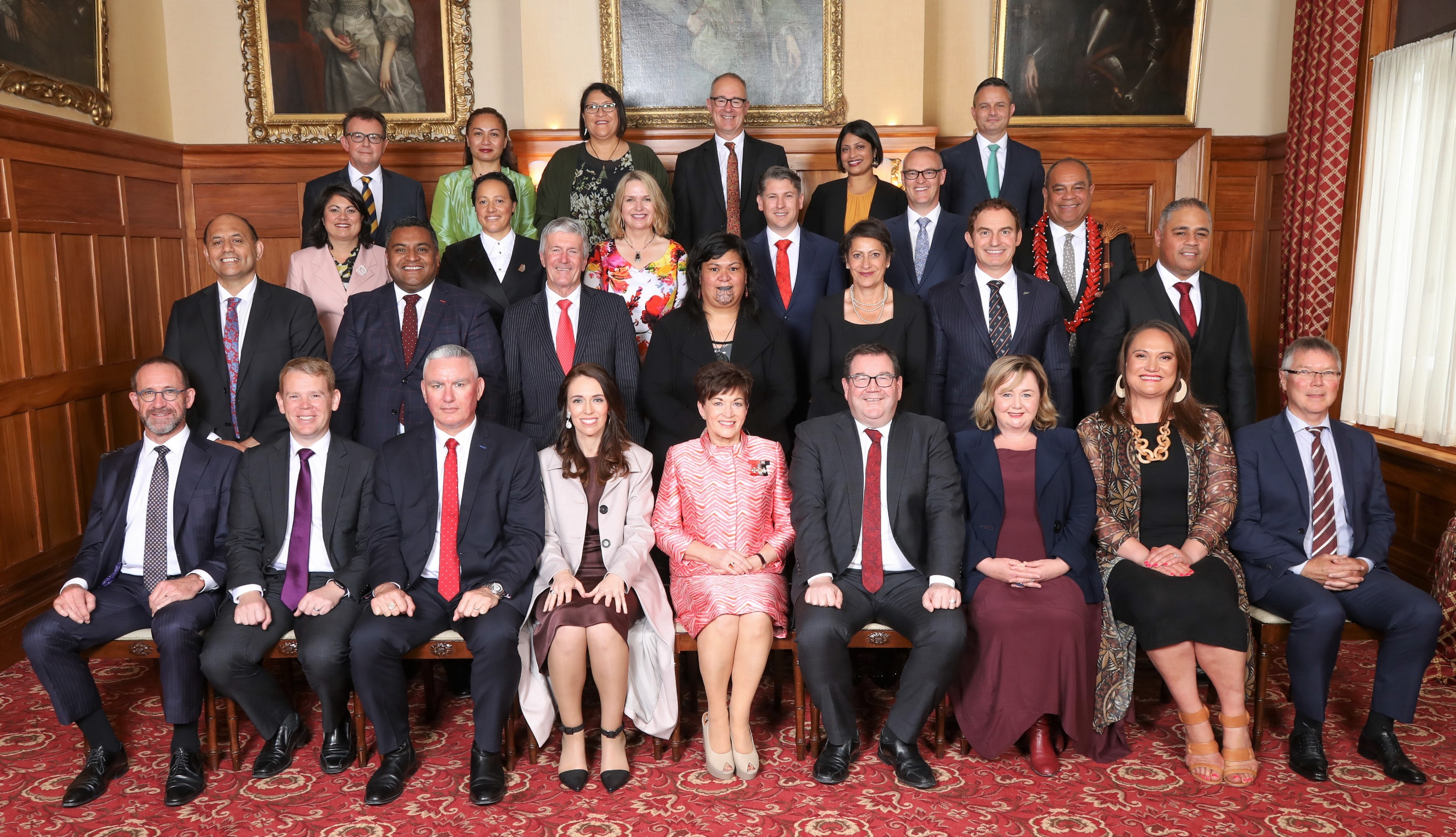
Poto Williams (2020)
3. von rechts in der zweiten Reihe

| Minister                                       | vom              | bis             |
| ---------------------------------------------- | ---------------- | --------------- |
| Minister for Building and Construction         | 6. November 2020 | 14. Juni 2022   |
| Minister of Police                             | 6. November 2020 | 14. Juni 2022   |
| Associate Minister of Housing (Public Housing) | 6. November 2020 | 14. Juni 2022   |
| Associate Minister for Children                | 6. November 2020 | 25. Januar 2023 |
| Minister of Conservation                       | 14. Juni 2022    | 25. Januar 2023 |
| Minister for Disability Issues                 | 14. Juni 2022    | 25. Januar 2023 |

### Ministerämter in der Regierung Hipkins
Mit dem Rücktritt von Jacinda Ardern als Premierministerin in der laufenden Legislaturperiode und der Übernahme des Amtes durch ihren Parteikollegen Chris Hipkins am 25. Januar 2023, blieben alle Ministerämter von Williams unverändert.
| Minister                        | vom             | bis               |
| ------------------------------- | --------------- | ----------------- |
| Minister of Conservation        | 25. Januar 2023 | 27. November 2023 |
| Minister for Disability Issues  | 25. Januar 2023 | 27. November 2023 |
| Associate Minister for Children | 25. Januar 2023 | 27. November 2023 |

Quelle: Department of the Prime Minister and Cabinet
Mit der nachfolgenden regulären Parlamentswahl, die am 14. Oktober 2023 stattfand, verlor die Labour Party ihre Regierungsmehrheit an die New Zealand National Party. Poto Williams trat nicht noch einmal für ihre Partei zur Parlamentswahl an. In Anerkennung ihrer Amtszeit als Mitglieder des Exekutivrats von Neuseeland wurde ihr die Beibehaltung des Titels "The Honourable" durch die Krone zuteil.

### Privates
Williams lebt in Christchurch und ist Mutter. Sie und ihr Partner haben drei Kinder.